# Campionati mondiali di lotta 2021
I campionati mondiali di lotta 2021 si sono svolti presso la Nye Jordal Amfi di Oslo, in Norvegia, dal 2 al 10 ottobre 2021. Sono stati la 17ª edizione a comprendere contestulmente i tornei di lotta greco-romana e lotta libera femminile e maschile.
L'evento si è posto in successione ai mondiali di Nur-Sultan 2019, a causa dell'annullamento dell'edizione dei campionati mondiali programmata nell'anno 2020, dovuto all'emergenza sanitaria causata dalla pandemia di COVID-19. In sostituzione dei campionati mondiali del 2020, l'UWW ha organizzato la Coppa del mondo individuale di Belgrado 2020.
Questa edizione si è svolta a meno di tre mesi di distanza dai Giochi olimpici estivi di Tokyo 2021.
A causa della squalifica per doping di Stato in Russia, gli atleti russi hanno partecipato alla competizione per la Federazione russa di lotta, sotto la sigla RWF (Russian Wrestling Federation). Durante le cerimonie non è stato eseguito l'inno nazionale russo, né esibita la bandiera.

## Classifica squadre
| Class | Lotta libera maschile | Lotta libera maschile | Lotta Greco-Romana | Lotta Greco-Romana | Lotta libera femminile | Lotta libera femminile |
| Class | Squadra               | Punti                 | Squadra            | Punti              | Squadra                | Punti                  |
| ----- | --------------------- | --------------------- | ------------------ | ------------------ | ---------------------- | ---------------------- |
| 1     | Russia                | 173                   | Russia             | 152                | Giappone               | 196                    |
| 2     | Stati Uniti           | 168                   | Iran               | 146                | Stati Uniti            | 147                    |
| 3     | Iran                  | 162                   | Azerbaigian        | 107                | Mongolia               | 78                     |
| 4     | Georgia               | 68                    | Georgia            | 92                 | Ucraina                | 73                     |
| 5     | Turchia               | 58                    | Turchia            | 66                 | India                  | 67                     |
| 6     | Mongolia              | 56                    | Ungheria           | 60                 | Kirghizistan           | 65                     |
| 7     | Bielorussia           | 45                    | Giappone           | 54                 | Russia                 | 64                     |
| 8     | Azerbaigian           | 42                    | Armenia            | 49                 | Bulgaria               | 49                     |
| 9     | Polonia               | 39                    | Polonia            | 46                 | Canada                 | 47                     |
| 10    | Armenia               | 39                    | Bielorussia        | 40                 | Moldavia               | 45                     |

## Podi

### Lotta greco romana
| Evento | Oro                                     | Argento                                      | Bronzo                                      |
| 55 kg  | Ken Matsui Giappone                     | Ėmin Seferšaev Federazione russa di lotta    | Nugzari Tsurtsumia Georgia                  |
| 55 kg  | Ken Matsui Giappone                     | Ėmin Seferšaev Federazione russa di lotta    | Eldəniz Əzizli Azerbaigian                  |
| 60 kg  | Victor Ciobanu Moldavia                 | Zholaman Sharshenbekov Kirghizistan          | Stepan Marjanjan Federazione russa di lotta |
| 60 kg  | Victor Ciobanu Moldavia                 | Zholaman Sharshenbekov Kirghizistan          | Murad Məmmədov Azerbaigian                  |
| 63 kg  | Meisam Dalkhani Iran                    | Leri Abuladze Georgia                        | Kensuke Shimizu Giappone                    |
| 63 kg  | Meisam Dalkhani Iran                    | Leri Abuladze Georgia                        | Lenur Temirov Ucraina                       |
| 67 kg  | Mohammad Reza Geraei Iran               | Nazir Abdullaev Federazione russa di lotta   | Ramaz Zoidze Georgia                        |
| 67 kg  | Mohammad Reza Geraei Iran               | Nazir Abdullaev Federazione russa di lotta   | Almat Kebispayev Kazakistan                 |
| 72 kg  | Malkhas Amoyan Armenia                  | Sergej Kutuzov Federazione russa di lotta    | Gevorg Sahakyan Polonia                     |
| 72 kg  | Malkhas Amoyan Armenia                  | Sergej Kutuzov Federazione russa di lotta    | Kristupas Šleiva Lituania                   |
| 77 kg  | Roman Vlasov Federazione russa di lotta | Sənan Süleymanov Azerbaigian                 | Roland Schwarz Germania                     |
| 77 kg  | Roman Vlasov Federazione russa di lotta | Sənan Süleymanov Azerbaigian                 | Mohammadali Geraei Iran                     |
| 82 kg  | Rafiq Hüseynov Azerbaigian              | Burhan Akbudak Turchia                       | Adlan Akiev Federazione russa di lotta      |
| 82 kg  | Rafiq Hüseynov Azerbaigian              | Burhan Akbudak Turchia                       | Pejman Poshtam Iran                         |
| 87 kg  | Zurab Datunashvili Serbia               | Kiryl Maskevič Bielorussia                   | Lasha Gobadze Georgia                       |
| 87 kg  | Zurab Datunashvili Serbia               | Kiryl Maskevič Bielorussia                   | Arkadiusz Kułynycz Polonia                  |
| 97 kg  | Mohammad Hadi Saravi Iran               | Alex Szőke Ungheria                          | Artur Sargsian Federazione russa di lotta   |
| 97 kg  | Mohammad Hadi Saravi Iran               | Alex Szőke Ungheria                          | G'Angelo Hancock Stati Uniti                |
| 130 kg | Ali Akbar Yousefi Iran                  | Zurabi Gedekhauri Federazione russa di lotta | Iakob Kajaia Georgia                        |
| 130 kg | Ali Akbar Yousefi Iran                  | Zurabi Gedekhauri Federazione russa di lotta | Oskar Marvik Norvegia                       |

### Lotta libera maschile
| Evento | Oro                                             | Argento                                     | Bronzo                                     |
| 57 kg  | Thomas Gilman Stati Uniti                       | Alireza Sarlak Iran                         | Horst Lehr Germania                        |
| 57 kg  | Thomas Gilman Stati Uniti                       | Alireza Sarlak Iran                         | Aryjan Cjutryn Bielorussia                 |
| 61 kg  | Abasgadzhi Magomedov Federazione russa di lotta | Daton Fix Stati Uniti                       | Arsen Harutyunyan Armenia                  |
| 61 kg  | Abasgadzhi Magomedov Federazione russa di lotta | Daton Fix Stati Uniti                       | Toshihiro Hasegawa Giappone                |
| 65 kg  | Zagir Shakhiev Federazione russa di lotta       | Amir Mohammad Yazdani Iran                  | Alibek Osmonov Kirghizistan                |
| 65 kg  | Zagir Shakhiev Federazione russa di lotta       | Amir Mohammad Yazdani Iran                  | Tömör-Ochiryn Tulga Mongolia               |
| 70 kg  | Magomedmurad Gadżijew Polonia                   | Ernazar Akmataliev Kirghizistan             | Evgenij Žerbaev Federazione russa di lotta |
| 70 kg  | Magomedmurad Gadżijew Polonia                   | Ernazar Akmataliev Kirghizistan             | Zurabi Iakobishvili Georgia                |
| 74 kg  | Kyle Dake Stati Uniti                           | Tajmuraz Salkazanov Slovacchia              | Fazlı Eryılmaz Turchia                     |
| 74 kg  | Kyle Dake Stati Uniti                           | Tajmuraz Salkazanov Slovacchia              | Timur Bižoev Federazione russa di lotta    |
| 79 kg  | Jordan Burroughs Stati Uniti                    | Mohammad Nokhodi Iran                       | Radik Valiev Federazione russa di lotta    |
| 79 kg  | Jordan Burroughs Stati Uniti                    | Mohammad Nokhodi Iran                       | Nika Kentchadze Georgia                    |
| 86 kg  | Hassan Yazdani Iran                             | David Taylor Stati Uniti                    | Abubakr Abakarov Azerbaigian               |
| 86 kg  | Hassan Yazdani Iran                             | David Taylor Stati Uniti                    | Artur Najfonov Federazione russa di lotta  |
| 92 kg  | Kamran Ghasempour Iran                          | Magomed Kurbanov Federazione russa di lotta | Osman Nurməhəmmədov Azerbaigian            |
| 92 kg  | Kamran Ghasempour Iran                          | Magomed Kurbanov Federazione russa di lotta | J'den Cox Stati Uniti                      |
| 97 kg  | Abdulrašid Sadulaev Federazione russa di lotta  | Kyle Snyder Stati Uniti                     | Mahamed Zakarijev Ucraina                  |
| 97 kg  | Abdulrašid Sadulaev Federazione russa di lotta  | Kyle Snyder Stati Uniti                     | Mojtaba Goleij Iran                        |
| 125 kg | Amir Hossein Zare Iran                          | Geno Petriashvili Georgia                   | Mönkhtöriin Lkhagvagerel Mongolia          |
| 125 kg | Amir Hossein Zare Iran                          | Geno Petriashvili Georgia                   | Taha Akgül Turchia                         |

### Lotta libera femminile
| Evento | Oro                               | Argento                        | Bronzo                                       |
| 50 kg  | Remina Yoshimoto Giappone         | Sarah Hildebrandt Stati Uniti  | Dolgorjavyn Otgonjargal Mongolia             |
| 50 kg  | Remina Yoshimoto Giappone         | Sarah Hildebrandt Stati Uniti  | Nadezhda Sokolova Federazione russa di lotta |
| 53 kg  | Akari Fujinami Giappone           | Iulia Leorda Moldavia          | Katarzyna Krawczyk Polonia                   |
| 53 kg  | Akari Fujinami Giappone           | Iulia Leorda Moldavia          | Samantha Stewart Canada                      |
| 55 kg  | Tsugumi Sakurai Giappone          | Nina Hemmer Germania           | Oleksandra Chomenec' Ucraina                 |
| 55 kg  | Tsugumi Sakurai Giappone          | Nina Hemmer Germania           | Jenna Burkert Stati Uniti                    |
| 57 kg  | Helen Maroulis Stati Uniti        | Anshu Malik India              | Sae Nanjo Giappone                           |
| 57 kg  | Helen Maroulis Stati Uniti        | Anshu Malik India              | Erkhembayaryn Davaachimeg Mongolia           |
| 59 kg  | Biljana Dudova Bulgaria           | Akie Hanai Giappone            | Baatarjavyn Shoovdor Mongolia                |
| 59 kg  | Biljana Dudova Bulgaria           | Akie Hanai Giappone            | Sarita Mor India                             |
| 62 kg  | Aisuluu Tynybekova Kirghizistan   | Kayla Miracle Stati Uniti      | Nonoka Ozaki Giappone                        |
| 62 kg  | Aisuluu Tynybekova Kirghizistan   | Kayla Miracle Stati Uniti      | Enkhbatyn Gantuyaa Mongolia                  |
| 65 kg  | Irina Rîngaci Moldavia            | Miwa Morikawa Giappone         | Johanna Mattsson Svezia                      |
| 65 kg  | Irina Rîngaci Moldavia            | Miwa Morikawa Giappone         | Forrest Molinari Stati Uniti                 |
| 68 kg  | Meerim Zhumanazarova Kirghizistan | Rin Miyaji Giappone            | Tamyra Mensah-Stock Stati Uniti              |
| 68 kg  | Meerim Zhumanazarova Kirghizistan | Rin Miyaji Giappone            | Khanum Velieva Federazione russa di lotta    |
| 72 kg  | Masako Furuichi Giappone          | Jamıla Bakbergenova Kazakistan | Buse Tosun Turchia                           |
| 72 kg  | Masako Furuichi Giappone          | Jamıla Bakbergenova Kazakistan | Anna Schell Germania                         |
| 76 kg  | Adeline Gray Stati Uniti          | Epp Mäe Estonia                | Samar Amer Egitto                            |
| 76 kg  | Adeline Gray Stati Uniti          | Epp Mäe Estonia                | Aiperi Medet Kyzy Kirghizistan               |

## Medagliere
| Pos.   | Paese                      | Oro | Argento | Bronzo | Totale |
| ------ | -------------------------- | --- | ------- | ------ | ------ |
| 1      | Iran                       | 7   | 3       | 3      | 13     |
| 2      | Stati Uniti                | 5   | 5       | 5      | 15     |
| 3      | Giappone                   | 5   | 3       | 4      | 12     |
| 4      | Federazione russa di lotta | 4   | 5       | 9      | 18     |
| 5      | Kirghizistan               | 2   | 2       | 2      | 6      |
| 6      | Moldavia                   | 2   | 1       | 0      | 3      |
| 7      | Azerbaigian                | 1   | 1       | 4      | 6      |
| 8      | Polonia                    | 1   | 0       | 3      | 4      |
| 9      | Armenia                    | 1   | 0       | 1      | 2      |
| 10     | Bulgaria                   | 1   | 0       | 0      | 1      |
| 10     | Serbia                     | 1   | 0       | 0      | 1      |
| 12     | Georgia                    | 0   | 2       | 6      | 8      |
| 13     | Germania                   | 0   | 1       | 3      | 4      |
| 13     | Turchia                    | 0   | 1       | 3      | 4      |
| 15     | Bielorussia                | 0   | 1       | 1      | 2      |
| 15     | India                      | 0   | 1       | 1      | 2      |
| 15     | Kazakistan                 | 0   | 1       | 1      | 2      |
| 18     | Estonia                    | 0   | 1       | 0      | 1      |
| 18     | Ungheria                   | 0   | 1       | 0      | 1      |
| 18     | Slovacchia                 | 0   | 1       | 0      | 1      |
| 21     | Mongolia                   | 0   | 0       | 6      | 6      |
| 22     | Ucraina                    | 0   | 0       | 3      | 3      |
| 23     | Canada                     | 0   | 0       | 1      | 1      |
| 23     | Egitto                     | 0   | 0       | 1      | 1      |
| 23     | Lituania                   | 0   | 0       | 1      | 1      |
| 23     | Norvegia                   | 0   | 0       | 1      | 1      |
| 23     | Svezia                     | 0   | 0       | 1      | 1      |
| Totale | Totale                     | 30  | 30      | 60     | 120    |